# 维利·居西
维利·居西（德語：Willy Gysi，1918年1月9日—？），瑞士男子手球运动员，场上位置是守门员。他曾代表瑞士参加1936年夏季奥林匹克运动会手球比赛，获得一枚铜牌。